# アレクサンドラ・スタン
アレクサンドラ・スタン（Alexandra Stan、本名：アレクサンドラ・イオアーナ・スタン、1989年6月10日 - ）は、ルーマニア・コンスタンツァ生まれのシンガーソングライター。

## 来歴

### 生い立ち
ルーマニア社会主義共和国（現在のルーマニア）の最東南部にある黒海沿岸の都市コンスタンツァ県コンスタンツァにて生まれた。幼少より歌唱に情熱的な反応を見せ、音楽的な才能を表した。それもあって、家族から熱心なサポートを受けていた。
スタンは、コンスタンツァにあるトライアン高校に通った。同校卒業後、アンドレイ・サグナ大学経営学部に入学して、ルーマニア法と国際関係論を学んだ。

### キャリア
幼少期より、ルーマニア各地にあるさまざまな音楽祭や音楽コンテストにおいて歌唱を披露して数多くの人々から称賛を受けていた。ルーマニアで最も著名な音楽祭のひとつであるママイア音楽祭においては観客を心より感銘させたことは特に有名であった。やがて、スタンの歌唱はレコード会社の注意をひいた。2009年にリリースされたファースト・シングルである「ロリポップ」またの名を「ロリポップ（パラム・パム・パム）」においてメジャー・デビューを果たした。
2011年、セカンド・シングルである「ミスター・サクソビート〜恋の大作戦〜」は、イギリスの全英シングルチャートにおいては第3位を記録した。フランス、ドイツ、イタリアなどヨーロッパ、ブラジル、チリ、アルゼンチンなど南アメリカ、イスラエル、レバノンなど中東、旧ソ連、オセアニア、北アメリカなどで軒並み大ヒットを記録した。
「ミスター・サクソビート〜恋の大作戦〜」は、オーストラリア、カナダ、ドイツ、スウェーデン、デンマークなどその他多数にのぼる国々でプラチナディスクを獲得。イタリア、スイスにおいてはダブルプラチナを獲得した。また、ニュージーランド、スペイン、ベルギー、オーストリアその他数多くの国々でゴールドディスクを獲得している。

## ディスコグラフィ

### スタジオ・アルバム
- 『サクソビーツ』 - Saxobeats (2011年)
- 『アンロックド』 - Unlocked (2014年)
- 『アレスタ』 - Alesta (2016年)
- 『マミ』 - Mami (2018年)
- 『レインボウズ』 - Rainbows (2022年)